# Marana, Arizona
Marana je gradić u američkoj saveznoj državi Arizona. Prema popisu stanovništva iz 2010. u njemu je živjelo 34,961 stanovnika.